# Lucio Bini
Lucio Bini, född 18 september 1908 i Rom, död 15 augusti 1964 i Rom, var en italiensk neurolog och psykiater som upptäckte och utvecklade ECT-behandlingen inom psykiatrin. Tillsammans med Ugo Cerletti administrerade han för första gången ECT åt en patient i april 1938.